# Супрунівська волость
Супрунівська волость — адміністративно-територіальна одиниця Полтавського повіту Полтавської губернії з центром у селі Супрунівка.
Станом на 1885 рік — складалася з 13 поселень, 22 сільських громад. Населення 7609 — осіб (3634 осіб чоловічої статі та 3975 — жіночої), 1282 дворових господарства.

Старшинами волості були:
- 1900 року селянин Петро Адрійович Тригуб[2];
- 1904 року козак Михайло Назарович Городчанин[3];
- 1913 року козак Степан Григорович Тулутій[4];
- 1915 року Павло Степанович Житник[5].